# Guarianthe
A Guarianthe az egyszikűek (Liliopsida) osztályának spárgavirágúak (Asparagales) rendjébe, ezen belül a kosborfélék (Orchidaceae) családjába tartozó nemzetség.

## Előfordulásuk
A Guarianthe-fajok előfordulási területe az USA déli határától kezdve, délfelé az egész Közép-Amerikán keresztül, egészen Kolumbiáig és Venezueláig tart. Trinidad és Tobagón kívül a Karib-térségből hiányzanak. Ecuadorba betelepítették.

## Rendszerezés
A nemzetségbe az alábbi 4 faj és 1 hibrid tartozik:
- Guarianthe aurantiaca (Bateman ex Lindl.) Dressler & W.E.Higgins
- Guarianthe bowringiana (O'Brien) Dressler & W.E.Higgins
- Guarianthe hennisiana (Rolfe) Van den Berg
- Guarianthe skinneri (Bateman) Dressler & W.E.Higgins - típusfaj

- Guarianthe × laelioides (Lem.) Van den Berg